# Дахау (палац)
Палац Дахау (нім. Schloss Dachau) — колишня літня резиденції правителів Баварії Віттельсбахів у Дахау (Верхня Баварія).

## Історичний огляд

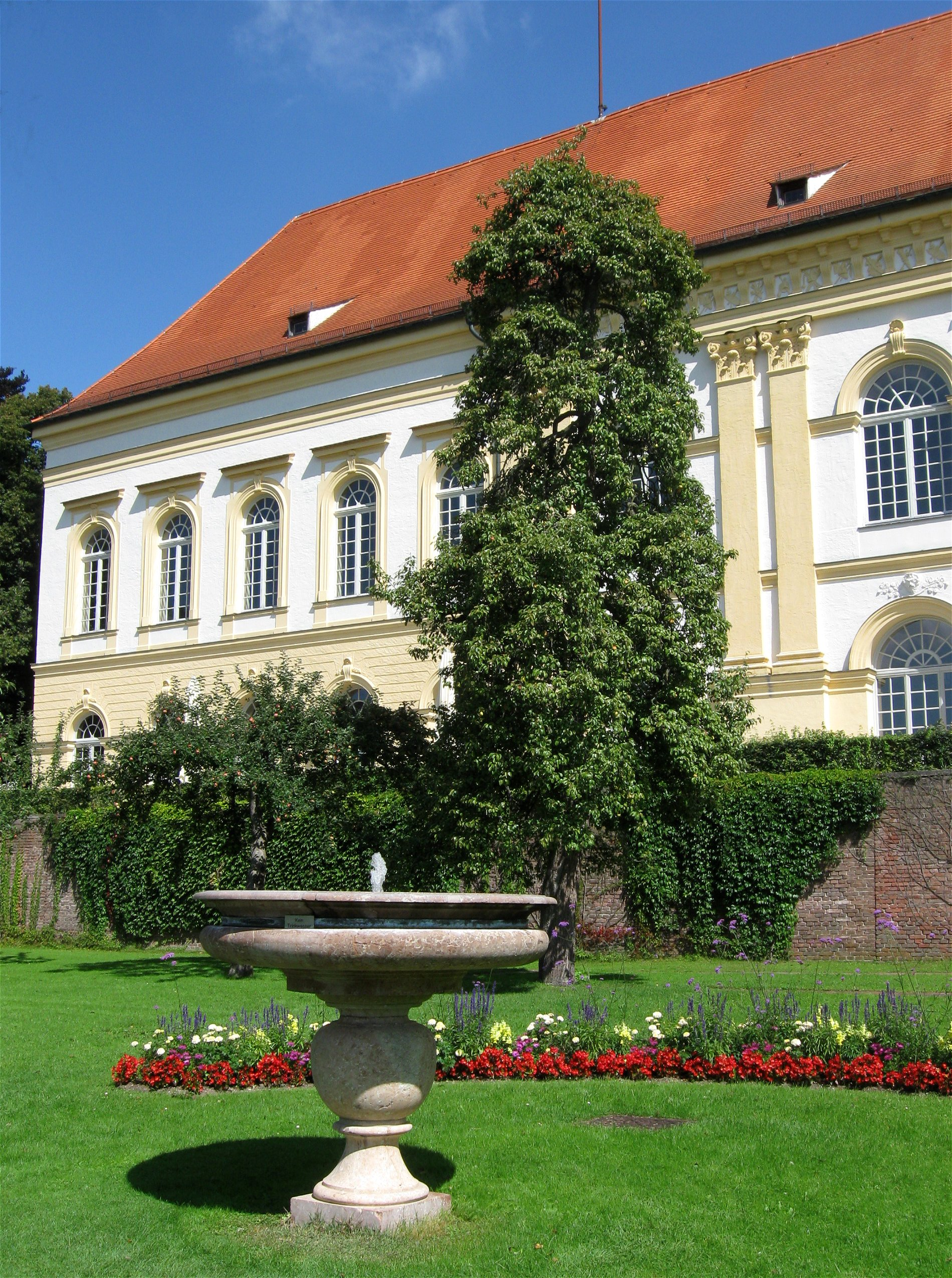
Фонтан у палацовому парку

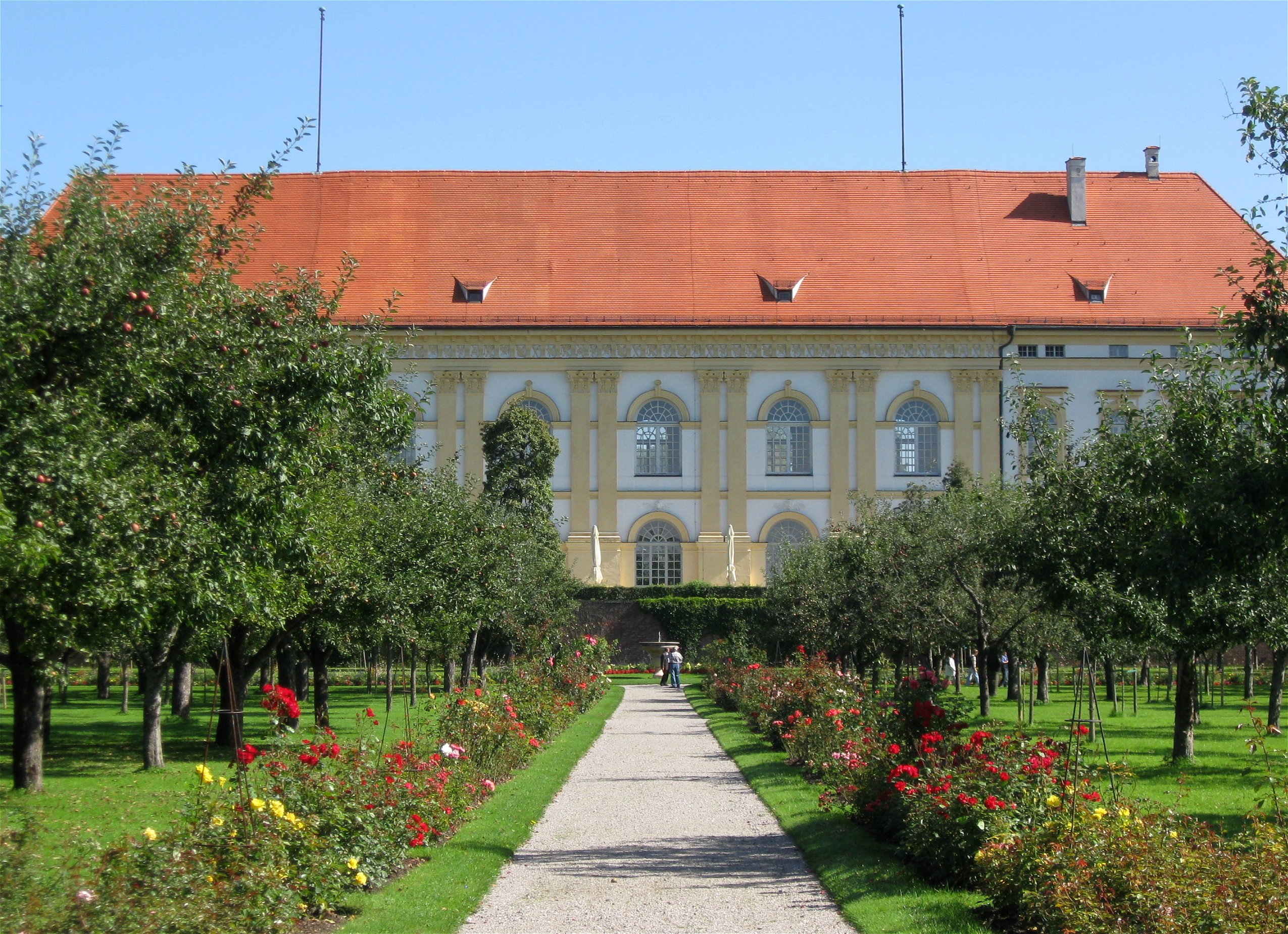
Палацовий сад

Замок був зведений близько 1100 року для молодшої гілки дому Віттельсбахів. У 1182 році останній граф Дахау, Конрад III, помер, не залишивши нащадків. Наступним власником став герцог Оттон I Баварський.
Замок був зруйнований між 1398 і 1403 роками.
Вільгельм IV Баварський і його син Альбрехт V наказали збудувати палац у ренесансному стилі із садом на місці старого замку. Будівництво розпочалось за проєктом мюнхенських придворних архітекторів Генріха Шеттла і Вільгельма Еґкла у 1546 році і завершилось у 1577 році.
Згодом палац став найулюбленішою резиденцією правителів Баварії. У 1715 році за правління Максиміліана II Емануїла Йозеф Еффнер перебудував палац у бароковий стиль.
З чотирьох крил збереглось тільки південно-західне, решта було знесено на початку XIX століття за наказом короля Максиміліана I, оскільки будівля зазнала значних ушкоджень під час перебування тут наполеонівських військ.

## Опис
Палац знаходиться у віданні Баварської адміністрації державних палаців адміністративного департаменту Баварії. Він відкритий для відвідувачів. Палац також використовується як місце для проведення концертів класичної музики.
Головна визначна пам'ятка палацу — бенкетний зал з кесонною ренесансною стелею, розробленою і створеною між 1564 і 1566 роками Гансом Візройттером, яка була відновлена в 1977 році.
Позаду палацу розплановані англійський ландшафтний парк, сад з альтанкою і липова алея.